# اولریش کونس
اولریش کونس (انگلیسی: Ulrich Kons؛ زادهٔ ۳ فوریه ۱۹۵۵) قایقران روئینگ اهل آلمان شرقی بود.
وی در مسابقات کشوری و بین‌المللی در مجموع برندهٔ ۳ مدال طلا شده‌است.